# Недвиговка
Недви́говка — хутор в Мясниковском районе Ростовской области.
Является административным центром Недвиговского сельского поселения.

## История
Недвиговка впервые упоминается в 1793 году как слобода украинских переселенцев. С 1850 года она становится хутором, приписанным к юрту Гниловской станицы, куда начинают селиться казаки, «коих в 1859 году было 47 дворов». Район хутора оказывается в центре русско-турецких войн — об этом свидетельствуют остатки боевых редутов, построенных в конце XVII — начале XVIII веков, и оборонительный ров. Частично сохранились старинные усадебные ансамбли, сохранившие традиционные черты донской архитектуры: с крытыми камышом куренями, хозяйственными постройками, интерьером и оградой. В центре Недвиговки — храм Успения Богородицы (начало XX века), выстроенный в стиле модерн. С 1993 года Недвиговке присваивается почетный титул «Казачья гжельница».
На территории Недвиговки находится один из интереснейших в нашей стране археологических памятников античной цивилизации, самого северного древнегреческого поселения — Танаиса, которое в настоящее время является составной часть археологического музея-заповедника «Танаис».

### Происхождение названия
Название хутора местные предания связывают с далекой эпохой XVII века, с именем Петра I. Здесь был поставлен казачий заслон, прикрывавший от турок южные рубежи важной в стратегическом отношении дельты. Приказ заслону был краток: «не двигаться!» Отсюда и название хутора. Другая версия связывает его с первопоселенцем этих мест, запорожским казаком Недвигой.

## География
Хутор расположен на правом берегу реки Мёртвый Донец (рукав Дона).
В западной части хутора находится большое, свободное от построек пространство, которое окружено с трех сторон глубоким рвом. На разных участках этой территории видны открытые археологами остатки оборонительных стен, башен, улиц, подвалов. Всё это является руинами древнего города Танаис.
Расстояния до ближайших населённых пунктов:
|   | Населённый пункт       | Расстояние |
| - | ---------------------- | ---------- |
| 1 | Город Азов             | 20,7 км    |
| 2 | Город Ростов-на-Дону   | 19,9 км    |
| 3 | Город Батайск          | 42,5 км    |
| 4 | Город Таганрог         | 31,1 км    |
| 5 | Город Аксай            | 45,7 км    |
| 6 | Хутор Рогожкино        | 6,4 км     |
| 7 | Хутор Дугино           | 11,9 км    |
| 8 | Станица Елизаветинская | 16,9 км    |

## Население
Численность населения на 2010 год составляло 1942 жителя.

### Известные люди
Здесь родился Ченцов, Иван Дмитриевич (1885—1937) — советский политический и государственный деятель.
В хуторе жил и работал Чернышев, Арсений Макеевич (1923-1988) — советский художник. Член союза художников СССР с 1949 года.

## Достопримечательности
В черте хутора Недвиговка располагается редкостный по разнообразию и уникальности историко-археологический ансамбль «Танаис».
В западной части хутора хорошо видны боевые редуты той эпохи, а на левом берегу Мертвого Донца археологи обнаружили остатки крепости «Лютик».
В окрестностях — урочище Каменная Балка — памятник природы. Здесь же находятся памятники археологии — стоянки людей верхнего палеолита. Памятники комплекса стоянок и местонахождений Каменная Балка относятся к каменнобалковской культуре.
В 2011 году недалеко от хутора найдено 5 погребений эпохи ранней, средней и поздней бронзы.

### Церковь Успения Богородицы
Церковь является образцом краснокирпичной эклектики. В её архитектуре имеются как элементы древнерусского зодчества, так и модерна (в частности, большие полуциркульные оконные проёмы трапезной). Здание имеет крестообразный вид, пять луковичных куполов с шатровым покрытием отличаются строгой пропорциональностью. Колокольня непосредственно пристроена к зданию церкви и находится у её западного входа

### Донской военно-исторический музей
Донской музей военной истории был создан в 2006 году для ознакомления посетителей с историей армии России и её роли в жизни государства. В хуторе Недвиговка построен макет старинной крепости. В музее представлено большое количество стрелкового оружия, автомобильной техники, танков и других экспонатов, связанных с военной историей Донского края. Музей проводит реконструкции событий Первой мировой войны, Великой Отечественной войны, времен татаро-монгольского нашествия и др.
Сотрудники музея снимают историко-публицистические фильмы. К ним относятся: «Февраль 43. Освобождение Ростова», «Прорыв Миус-фронта», «Щит и Меч Отечества» и др.

## Транспорт
В Недвиговке находятся три остановки электропоезда «Ростов-на-Дону—Таганрог»: Мартыново, Недвиговка, Танаис. Помимо этого через хутор проходят три автобусных маршрута: № 458 «Ростов-на-Дону—Щедрый», № 455 «Ростов-на-Дону—Синявское», № 5 «Чалтырь—Щедрый».

## В массовой культуре
В посёлке Недвиговка разворачивается действие художественного фильма «Мифы моего детства» (2005). В нём так же снимались отдельные эпизоды телесериала «Хождение по мукам».